# Cyperus echinatus
Cyperus echinatus é uma espécie de planta com flor pertencente à família Cyperaceae. 
A autoridade científica da espécie é (L.) Alph. Wood, tendo sido publicada em A Class-book of Botany 734. 1861.

## Portugal
Trata-se de uma espécie presente no território português, nomeadamente no Arquipélago dos Açores.
Em termos de naturalidade é introduzida na região atrás referida.

## Protecção
Não se encontra protegida por legislação portuguesa ou da Comunidade Europeia.